# Kaplová hrobka
Po celou dobu existence lidské civilizace byly kaplové hrobky stavěny k uctění památky vůdců, hrdinů, světců i milenců. Tyto monumentální pietní akty vypovídají o umění, architektuře a estetice kultur, během kterých vznikly i skutcích a smýšlení jejich majitelů. Poskytují krásu a útočiště těm, kteří odešli, stejně jako soukromý a posvátný prostor pro vzpomínku těch, kteří stále žijí.   

## Pojem

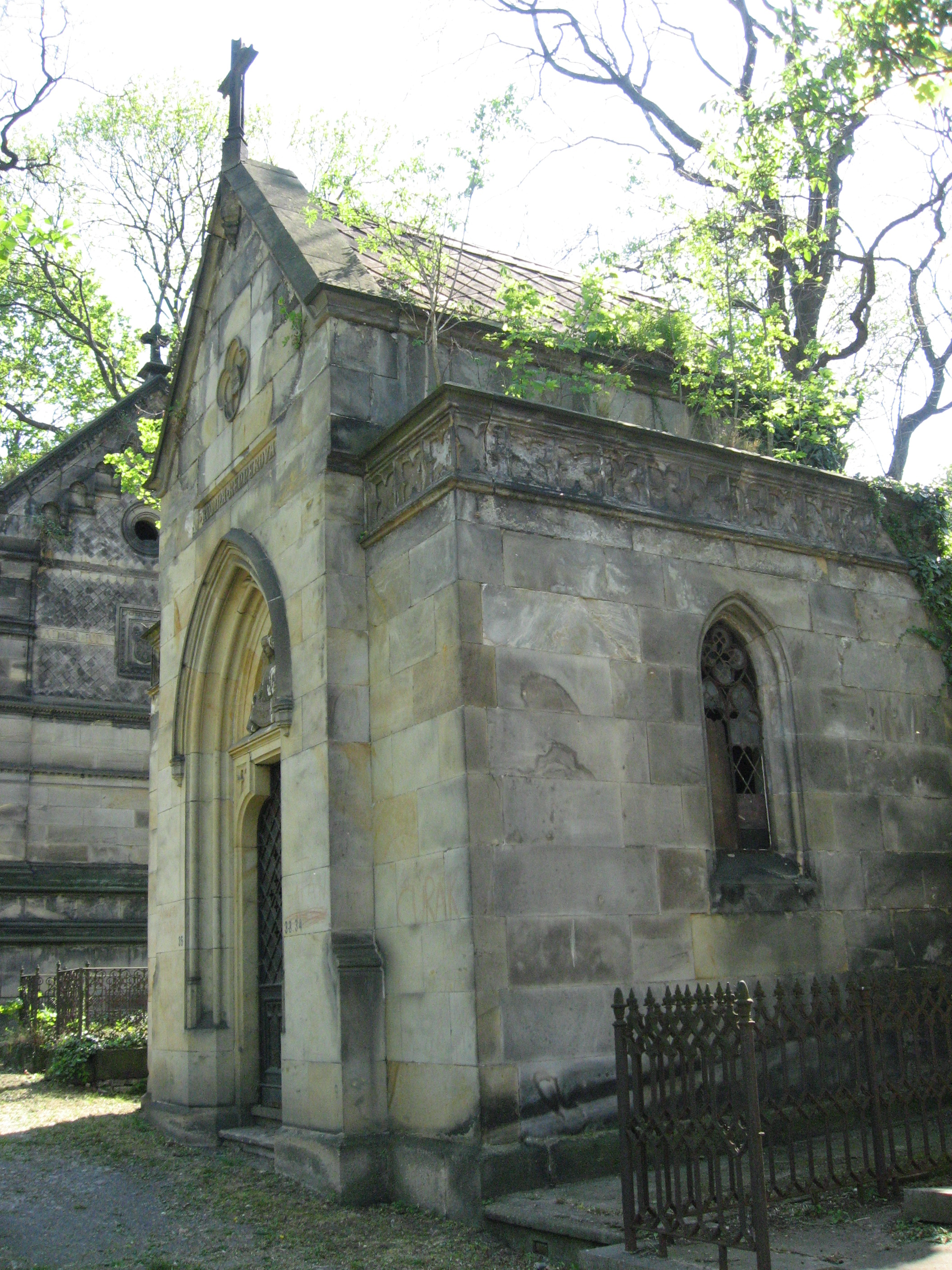
Hrobka na Olšanských hřbitovech, 3. čtvrtina 19. století

Kaplové hrobky představují architektonicky významná funerální díla. Jsou to výstavní zděné budovy s podzemní kryptou a nadzemní věží krytou kupolí či sedlovou střechou, s oknem a dveřmi či brankou. Exteriér i interiér mívají plasticky zdobený. Typickým účelem staveb kaplových hrobek bylo zbudování rodinného či rodového pietního místa. Z reprezentativních i statických důvodů jsou umístěny podél kostelních či hřbitovních zdí. Rozměry kaplové hrobky závisely na společenském postavení a finanční situaci stavebníka, její vlastnění bylo a dosud zůstává otázkou společenské prestiže. Šlechtická hrobka byla často vysvěcena na chrám, nebo byla s chrámem spojena jako hřbitovní kaple, často byly hrobky v podzemí chrámů jako samostatná krypta (například rodiny Lichtenštejnů ve Vranově nad Dyjí nebo Schwarzenberská hrobka v Domaníně). Menší kaplové hrobky bývaly vybaveny též modlitebnou.
V angličtině je pro kaplovou hrobku používán pojem "mausoleum", z latinského mausōlēum a starořeckého Μαυσωλεῖον (Mausōleîon). Je odvozen od mauzolea perského satrapy, despoty a vojevůdce Mausóla II. v Halikarnassu (poblíž dnešního Bodrumu v Turecku), jehož velká kaplová hrobka byla jedním ze sedmi divů starověkého světa.

## Historie
Kaplové hrobky bývaly původně velkými a impozantními stavbami pro zesnulé vůdce, šlechtu a jiné významné osoby. V Římské říši se často nacházely v nekropolích nebo podél cest. Na via Appia Antica za Římem se zachovaly ruiny mnoha soukromých kaplových hrobek. Vedle mauzolea v Halikarnassu je dalším divem světa Tádž Mahal v Indii. Obrovské mauzoleum z bílého mramoru vytvořil císař se zlomeným srdcem, aby si připomněl svou milovanou ženu. V Izraeli, ve starém městě Hebron, je Abraham pohřben v komplexu zvaném Jeskyně patriarchů. Nedaleko v Jeruzalémě se v Chrámu Božího hrobu dodnes nachází prázdný Ježíšův hrob. 
S rozvojem civilizace si šlechta a majetní lidé přáli být pohřbeni v mauzoleu podobného stylu, jen menších rozměrů. V Evropě si kaplové hrobky získaly největší oblibu v 18. a zejména v 19. století, kdy byly velmi často stavěny v romantizujícím neogotickém slohu. Pohřebištěm proslaveným množstvím uměleckých kaplových hrobek je milánské Cimitero Monumentale. V Rakousku-Uhersku se na kaplové hrobky specializovali renomovaní architekti jako například Antonín Wiehl, vídeňský architektonický ateliér Fellner & Helmer, či později Jan Kotěra nebo Josef Gočár. Významní tvůrci považovali funerální architekturu za zajímavou disciplínu. V Čechách a na Moravě vznikaly na hřbitovech od roku 1789. Hrobky šlechtické mimo území hřbitova jsou i staršího provedení. S modernizací pohřební tradice prostřednictvím kremace počátkem 20. století, kdy přestalo být nezbytné počítat s rakvemi a jim odpovídajícím prostorem, se od staveb výstavných hrobek začalo vzhledem k jejich finanční náročnosti upouštět. Současné rodinné hrobky tak mohou obsahovat jak krypty pro uložení rakví, tak kolumbária pro uložení většího počtu uren. 

## Současnost
Kaplové hrobky zůstávají výjimečným místem posledního odpočinku zesnulých i soukromým pietním prostorem pro pozůstalé, kteří chtějí mít klidný, osobní vzpomínkový prostor. Jsou to prvotřídní nemovitosti pro ty, kdo nehledají levný, finančně nenáročný způsob likvidace ostatků (jako je kremace) nebo výstřední, neortodoxní rozloučení (např. mrtvola vystřelená do vesmíru), ale touží po důstojném místě na věčnosti. Počet kaplových hrobek i možnosti jejich nové výstavby jsou však stále omezenější. Například na pražských Olšanských hřbitovech se nachází zhruba 25000 hrobek, 65000 hrobů, 20000 urnových hrobů, 6 kolumbárních zdí, avšak jen 120 kaplových hrobek. Představují proto i velmi zajímavou investiční příležitost.

## Zajímavosti
Kaplová hrobka si zahrála v celovečerním filmu s Jamesem Bondem "Není čas zemřít" (2021), krátká ukázka zde.

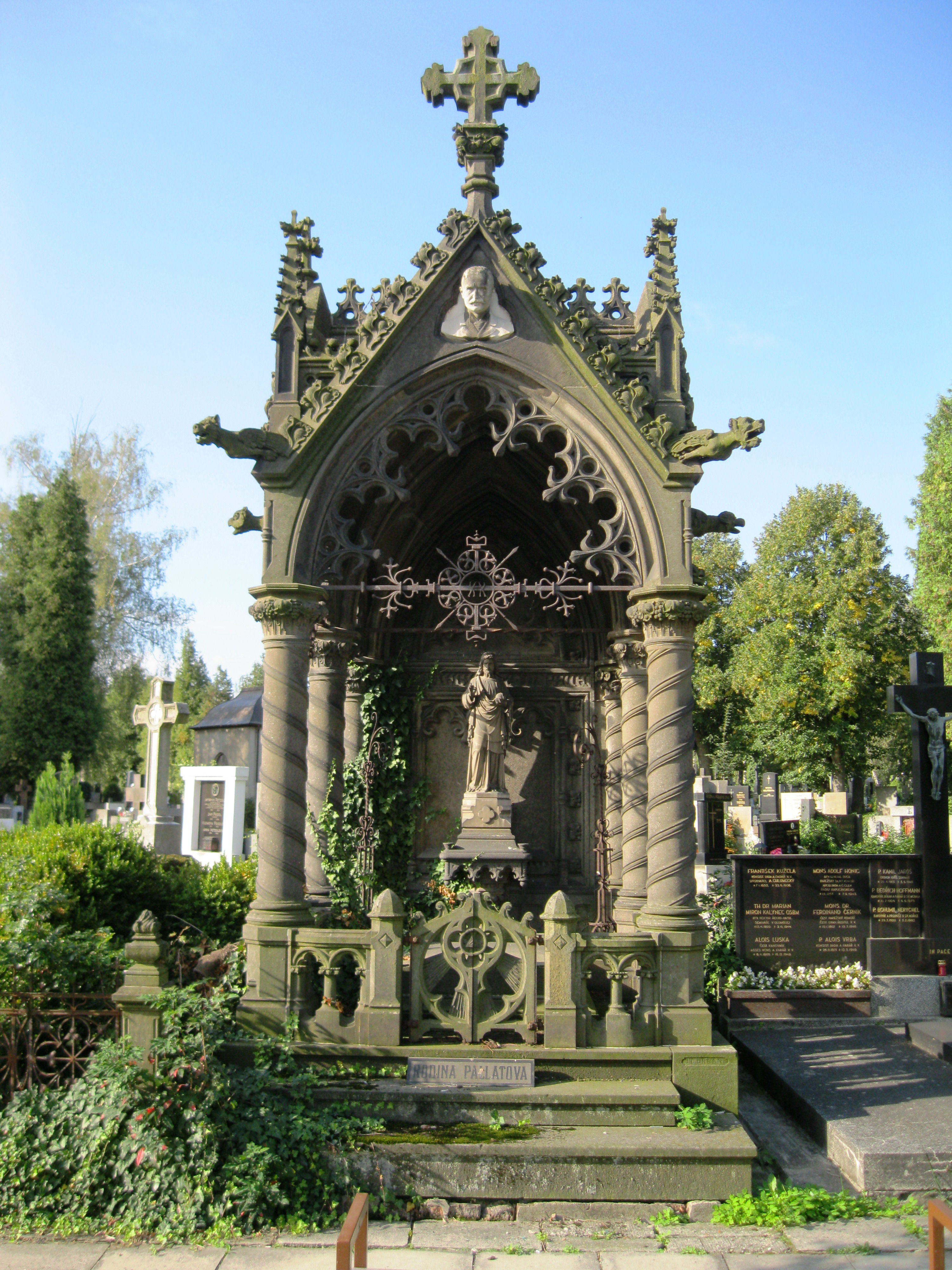
Neogotická hrobka rodiny Pallatovy (autor Kamil Hilbert), Ústřední hřbitov (Olomouc-Neředín)
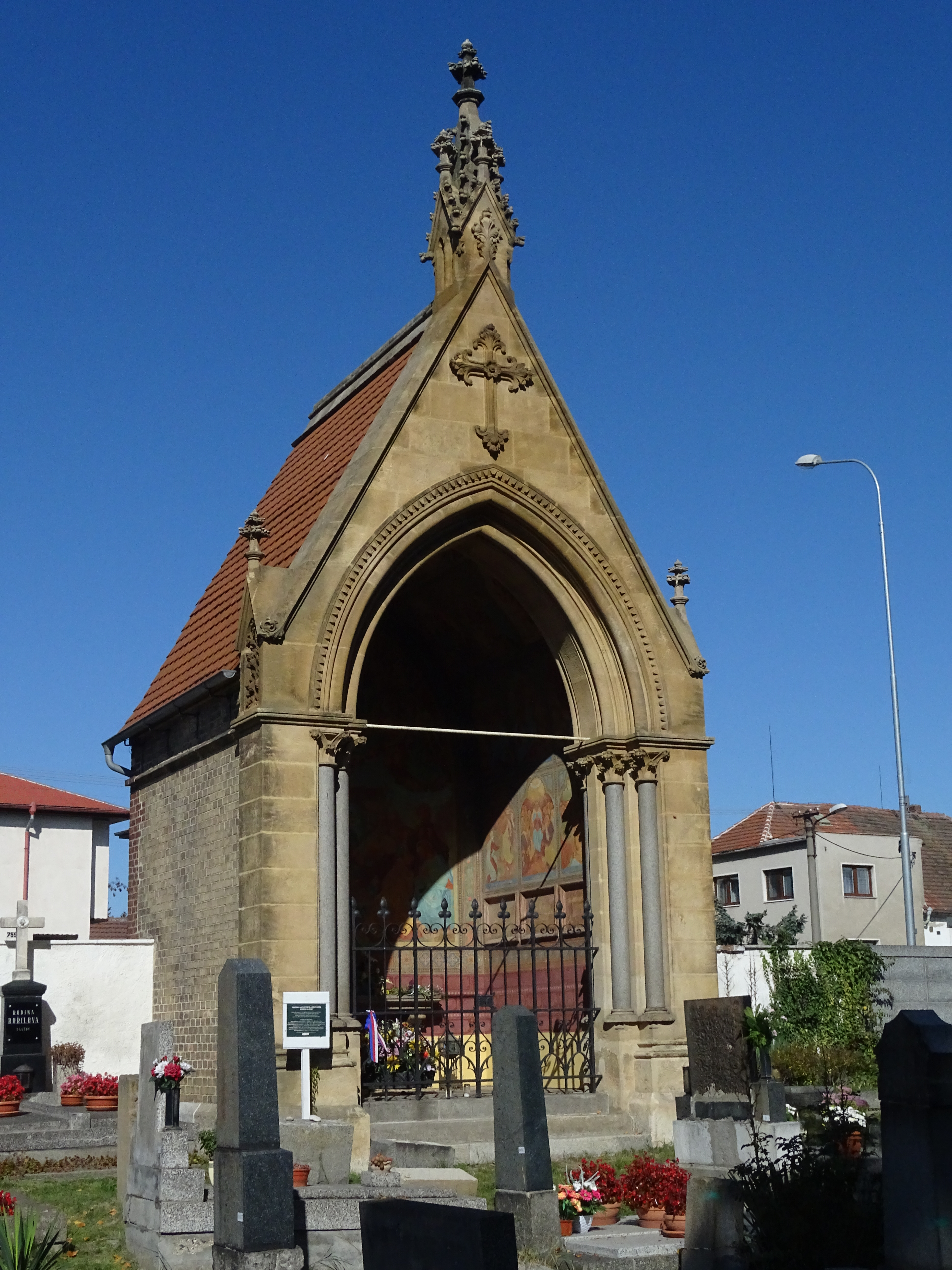
Hrobka rodiny Josefa Hlávky, Hřbitov Přeštice, okolo roku 1900
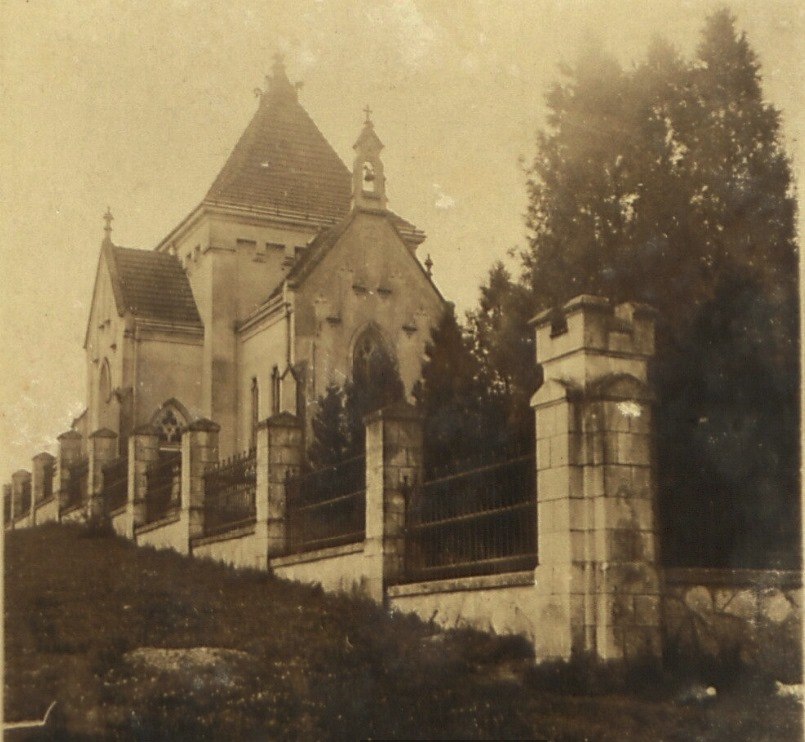
Hrobka rodiny Sozanski v Kornalowicich, Polsko
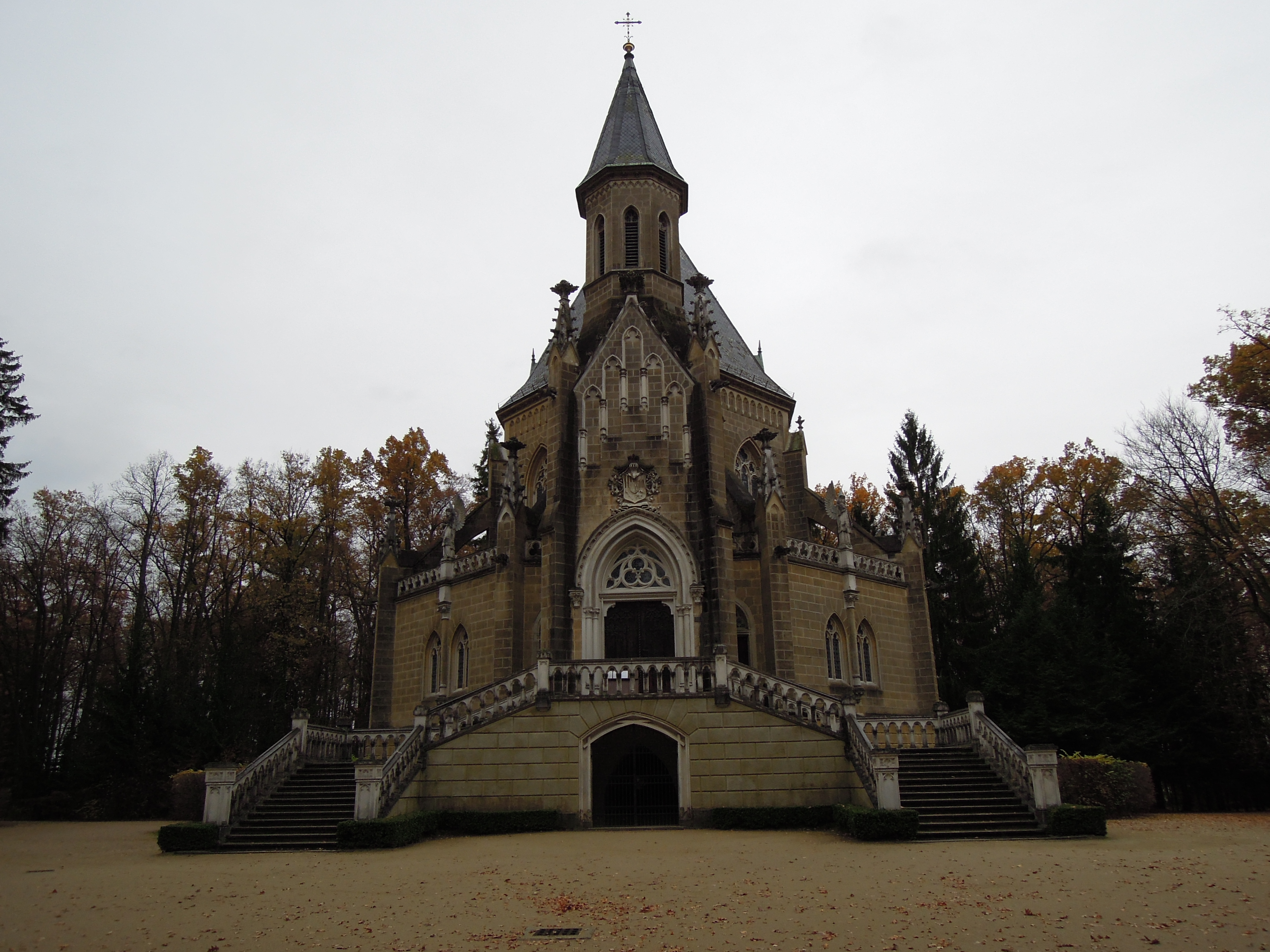
Schwarzenberská hrobka v Domaníně u Třeboně, 1874-1877
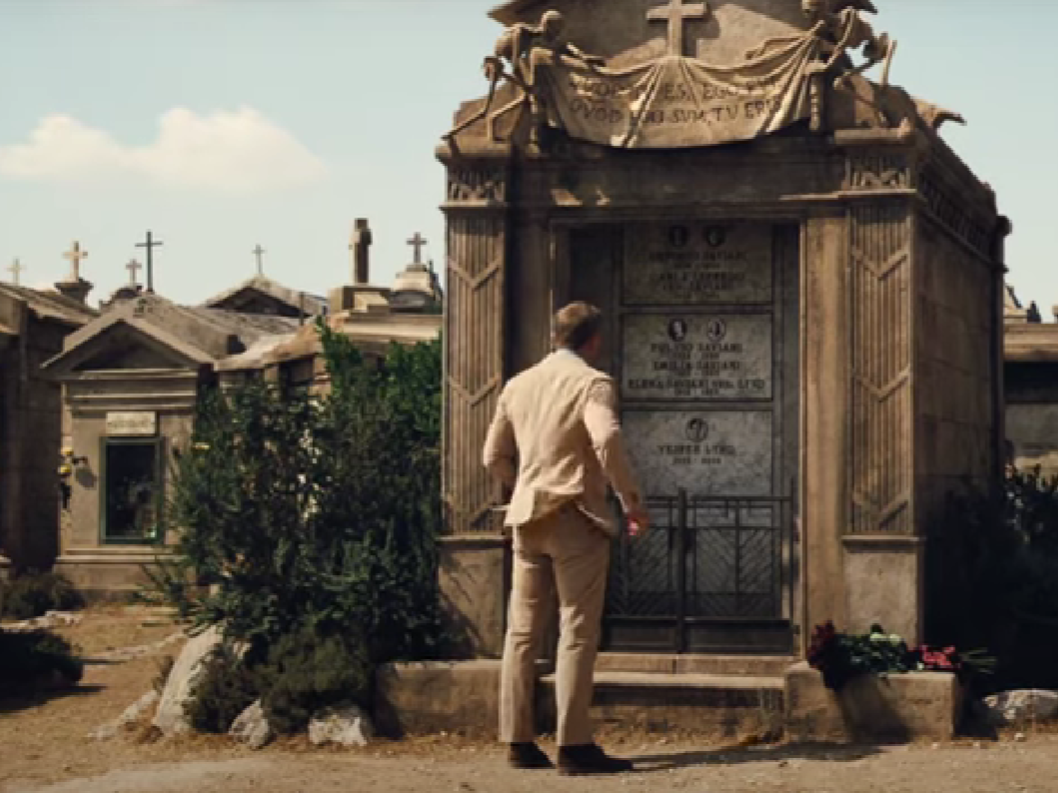
Kaplová hrobka Vesper Lyndové v bondovce "Není čas zemřít"
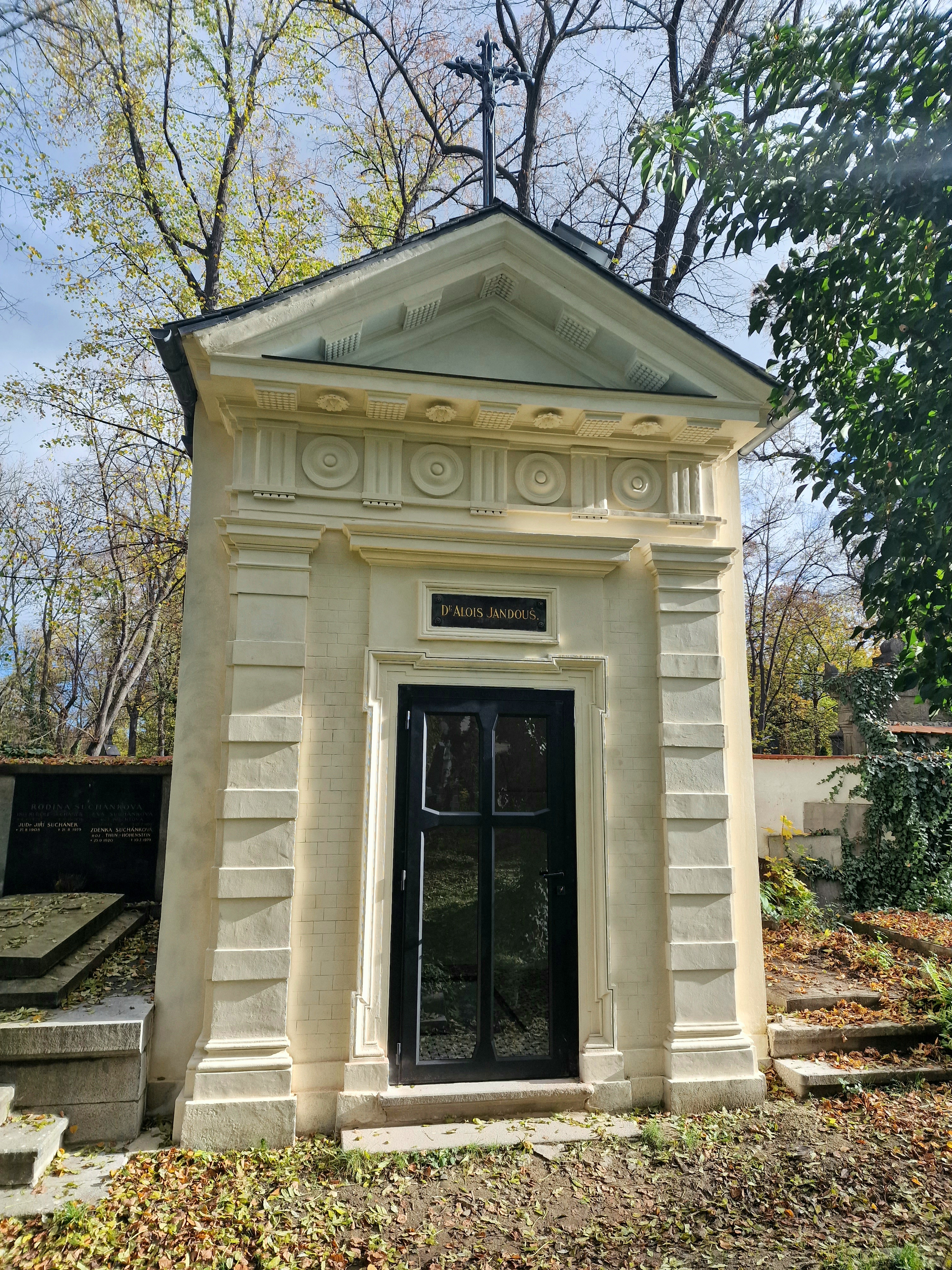
Jandoušova hrobka - Klasicistní kaplová hrobka předního českého farmaceuta Aloise Jandouše na pražských Olšanských hřbitovech